# Орловка (Учалинський район)
Орло́вка (рос. Орловка, башк. Орловка) — присілок (колишнє селище) у складі Учалинського району Башкортостану, Росія. Входить до складу Ільчигуловської сільської ради.
Населення — 243 особи (2010; 320 в 2002).
Національний склад:
- башкири — 94%